# Adžajgarh (stát)
Adžajgarh byl v letech 1765–1950 jeden z ráždpútských knížecích států na území moderního svazového státu Madhjapradéše v sjednocené Indii. Měl rozlohu přibližně 2 077 čtverečních kilometrů. K roku 1881 měl přes jednaosmdesát tisíc obyvatel, přičemž skoro všichni byli hinduisté. Největšími náboženskými menšinami byly necelé tři tisíce stoupenců islámu a necelé dvě stovky džinistů. K roku 1941 měl už přes šestadevadesát tisíc obyvatel.
Hlavním městem byl Adžajgarh s proslavenou velkou pevností a chrámy.
Jako zvláštní stát zanikl Adžajgarh v roce 1950. Nejprve se stal součástí Vindhja Pradéše, do Madhjapradéše bylo jeho území sloučeno až v roce 1956.